# Trevvy
TREVVY是新加坡的一個LGBTQ網站。該網站於2006年8月透過對新加坡第一個同志入口網站的品牌重塑而成立，並於2021年停止運作。Trevvy曾擁有超過120,000名註冊用戶。
2007年2月，Trevvy.com榮獲Hitwise網路表現大獎，被評為新加坡最受歡迎的同志網站。
2007年8月，Trevvy.com推出一項名為「Evolve」的愛滋病宣導活動，這是新加坡首個使用计算机动画的相關宣導計畫。
Trevvy.com因對本地藝術界的貢獻，獲得新加坡國家藝術理事會頒發的藝術支持者獎。
2021年4月20日，Trevvy.com在其Facebook專頁上宣布網站將於2021年4月30日正式關閉。